# Pintér Sándor (labdarúgó)
Pintér Sándor (Pomáz, 1950. július 18. –) magyar labdarúgó, középpályás.

## Pályafutása

### Klubcsapatban
1970-ben húszévesen lett a Honvéd labdarúgója. A hetvenes évek második felében a kispestiek és a válogatott egyik meghatározó játékosa. Klubcsapatában a 7-es, a válogatottban a 10-es mezt viselte.
Emlékezetes volt az 1978–1979-es UEFA-kupa szereplésük. Első körben a török Adanaspor csapatát búcsúztatták fölényesen (6-0, 2-2). A második körben az MTK-VM-et búcsúztató Politechnika Temesváron jutottak túl (4-0, 0-2). A legjobb 16 között a háromszoros BEK győztes Ajax Amsterdam volt az ellenfél. Az első, budapesti mérkőzésen parádés 4-1-es győzelmet arattak a kispestiek és ennek köszönhetően továbbjutottak (4-1, 0-2). A negyeddöntőben a nyugat-német Duisburg ellen mindkét mérkőzésen tartalékos volt a Honvéd sérülések miatt. Hazai pályán 3-2-re kaptak ki. A visszavágón a fiatalokkal felálló csapat bravúros 2-1-es győzelmet aratott, de ez kevés volt a továbbjutáshoz.

### A válogatottban
A magyar válogatottban 39 alkalommal szerepelt 1975 és 1978 között Baróti Lajos második szövetségi kapitánysága alatt. Az 1978-as argentínai világbajnokságon szereplő csapat tagja.

## Sikerei, díjai
- Magyar bajnokság
  - bajnok: 1979–1980
- Az év labdarúgója: 1977

## Statisztika

### Mérkőzései a válogatottban
| Magyarország | Magyarország         | Magyarország                                    | Magyarország  | Magyarország | Magyarország  | Magyarország       | Magyarország | Magyarország |
| #            | Dátum                | Helyszín                                        | Hazai         | Eredmény     | Vendég        | Kiírás             | Gólok        | Esemény      |
| ------------ | -------------------- | ----------------------------------------------- | ------------- | ------------ | ------------- | ------------------ | ------------ | ------------ |
| 1.           | 1975. március 26.    | Párizs, Parc des Princes                        | Franciaország | 2 – 0        | Magyarország  | barátságos         | -            |              |
| 2.           | 1975. április 2.     | Bécs, Práter stadion                            | Ausztria      | 0 – 0        | Magyarország  | Eb-selejtező       | -            | 68'          |
| 3.           | 1975. április 16.    | Budapest, Népstadion                            | Magyarország  | 1 – 2        | Wales         | Eb-selejtező       | -            | 46'          |
| 4.           | 1975. május 7.       | Budapest, Népstadion                            | Magyarország  | 2 – 0        | Bulgária      | olimpiai selejtező | -            | 53'          |
| 5.           | 1975. június 7.      | Szófia, Levszki stadion                         | Bulgária      | 4 – 0        | Magyarország  | olimpiai selejtező | -            |              |
| 6.           | 1975. szeptember 24. | Budapest, Népstadion                            | Magyarország  | 2 – 1        | Ausztria      | Eb-selejtező       | -            | 78'          |
| 7.           | 1975. október 15.    | Pozsony, Tehelny pole                           | Csehszlovákia | 1 – 1        | Magyarország  | barátságos         | -            |              |
| 8.           | 1975. október 19.    | Szombathely, Rohonci úti stadion                | Magyarország  | 8 – 1        | Luxemburg     | Eb-selejtező       | 1            | 13'          |
|              | 1976. február 4.     | Mexikóváros                                     | Mexikó        | 4 – 1        | Magyarország  | barátságos         | -            | 70'          |
|              | 1976. február 9.     | San Salvador                                    | Salvador      | 1 – 2        | Magyarország  | barátságos         | -            |              |
| 9.           | 1976. március 27.    | Budapest, Népstadion                            | Magyarország  | 2 – 0        | Argentína     | barátságos         | -            | 78'          |
| 10.          | 1976. április 17.    | Banja Luka                                      | Jugoszlávia   | 0 – 0        | Magyarország  | barátságos         | -            |              |
| 11.          | 1976. május 22.      | Budapest, Népstadion                            | Magyarország  | 1 – 0        | Franciaország | barátságos         | -            | 46'          |
| 12.          | 1976. május 26.      | Budapest, Népstadion                            | Magyarország  | 1 – 1        | Szovjetunió   | barátságos         | -            |              |
| 13.          | 1976. június 12.     | Budapest, Népstadion                            | Magyarország  | 2 – 0        | Ausztria      | barátságos         | -            |              |
| 14.          | 1976. szeptember 8.  | Stockholm, Råsunda Stadion                      | Svédország    | 1 – 1        | Magyarország  | barátságos         | -            |              |
| 15.          | 1976. október 9.     | Athén                                           | Görögország   | 1 – 1        | Magyarország  | vb-selejtező       | -            |              |
| 16.          | 1976. október 13.    | Bécs, Práter stadion                            | Ausztria      | 2 – 4        | Magyarország  | barátságos         | -            |              |
| 17.          | 1977. február 9.     | Lima                                            | Peru          | 3 – 2        | Magyarország  | barátságos         | -            |              |
| 18.          | 1977. február 22.    | Puebla                                          | Mexikó        | 1 – 1        | Magyarország  | barátságos         | -            |              |
| 19.          | 1977. február 27.    | Buenos Aires, Boca Juniors Stadion              | Argentína     | 5 – 1        | Magyarország  | barátságos         | -            |              |
| 20.          | 1977. március 15.    | Teherán                                         | Irán          | 0 – 2        | Magyarország  | barátságos         | -            |              |
| 21.          | 1977. március 27.    | Alicante, Estadio José Rico Pérez               | Spanyolország | 1 – 1        | Magyarország  | barátságos         | -            |              |
| 22.          | 1977. április 13.    | Budapest, Népstadion                            | Magyarország  | 2 – 1        | Lengyelország | barátságos         | -            |              |
| 23.          | 1977. április 20.    | Budapest, Népstadion                            | Magyarország  | 2 – 0        | Csehszlovákia | barátságos         | -            |              |
| 24.          | 1977. április 30.    | Budapest, Népstadion                            | Magyarország  | 2 – 1        | Szovjetunió   | vb-selejtező       | -            |              |
| 25.          | 1977. május 18.      | Tbiliszi                                        | Szovjetunió   | 2 – 0        | Magyarország  | vb-selejtező       | -            |              |
| 26.          | 1977. május 28.      | Budapest, Népstadion                            | Magyarország  | 3 – 0        | Görögország   | vb-selejtező       | -            |              |
| 27.          | 1977. október 5.     | Budapest, Népstadion                            | Magyarország  | 4 – 3        | Jugoszlávia   | barátságos         | -            |              |
| 28.          | 1977. október 12.    | Budapest, Népstadion                            | Magyarország  | 3 – 0        | Svédország    | barátságos         | -            |              |
| 29.          | 1977. október 29.    | Budapest, Népstadion                            | Magyarország  | 6 – 0        | Bolívia       | vb-selejtező       | 1            | 40'          |
| 30.          | 1977. november 30.   | La Paz                                          | Bolívia       | 2 – 3        | Magyarország  | vb-selejtező       | -            |              |
| 31.          | 1978. április 15.    | Budapest, Népstadion                            | Magyarország  | 2 – 1        | Csehszlovákia | barátságos         | -            |              |
| 32.          | 1978. május 24.      | London, Wembley Stadion                         | Anglia        | 4 – 1        | Magyarország  | barátságos         | -            |              |
| 33.          | 1978. június 2.      | Buenos Aires, Estadio Monumental                | Argentína     | 2 – 1        | Magyarország  | vb-csoportkör      | -            |              |
| 34.          | 1978. június 6.      | Mar del Plata, Estadio Mundialista (ARG)        | Olaszország   | 3 – 1        | Magyarország  | vb-csoportkör      | -            |              |
| 35.          | 1978. június 10.     | Mar del Plata, Estadio José Maria Minella (ARG) | Franciaország | 3 – 1        | Magyarország  | vb-csoportkör      | -            |              |
| 36.          | 1978. szeptember 20. | Helsinki, Olimpiai Stadion                      | Finnország    | 2 – 1        | Magyarország  | Eb-selejtező       | -            |              |
| 37.          | 1978. október 11.    | Budapest, Népstadion                            | Magyarország  | 2 – 0        | Szovjetunió   | Eb-selejtező       | -            |              |
| 38.          | 1978. október 29.    | Szaloniki, Kaftanzogliu-stadion                 | Görögország   | 4 – 1        | Magyarország  | Eb-selejtező       | -            |              |
| 39.          | 1978. november 15.   | Frankfurt, Waldstadion                          | NSZK          | 0 – 0        | Magyarország  | barátságos         | -            |              |
|              | Összesen             |                                                 |               | 39           | mérkőzés      |                    | 2            | gól          |